# Marihuana prensada

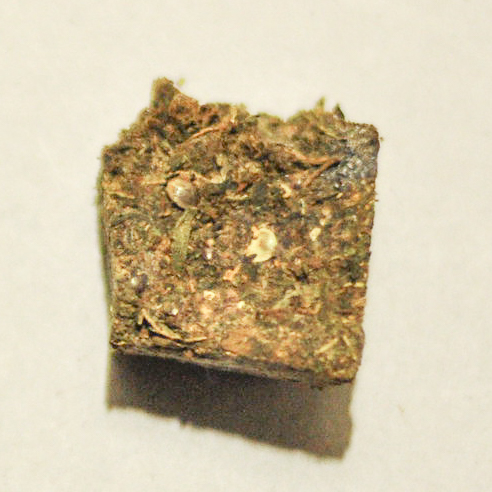

El cannabis prensado o marihuana prensada, también conocida como ladrillo o, coloquialmente, «paragua» o «paraguayo/a» es un producto procesado derivado de Cannabis que ha sido adulterado con otras sustancias aglutinantes para abaratarlo, siendo de peor calidad. La mezcla se comprime y se corta en bloques que facilitan el transporte.
El mayor productor de marihuana prensada es Paraguay, y desde ahí se exporta a Chile, Bolivia, Brasil, Perú, Colombia, Venezuela, e incluso los Estados Unidos. A pesar de su mala calidad, su uso se extiende ampliamente entre las clases humildes de toda América del Sur. Su uso se desrecomienda encarecidamente por la contaminación y toxicidad de los agentes adulterantes. En algunos casos, ni siquiera incluye marihuana sino pasto.
Otros nombres para este producto son soko, doko, paraplex macoña, pasto, faso, chamico, enramao, prensao, paragua o ladrillo paraguayo.

## Producción

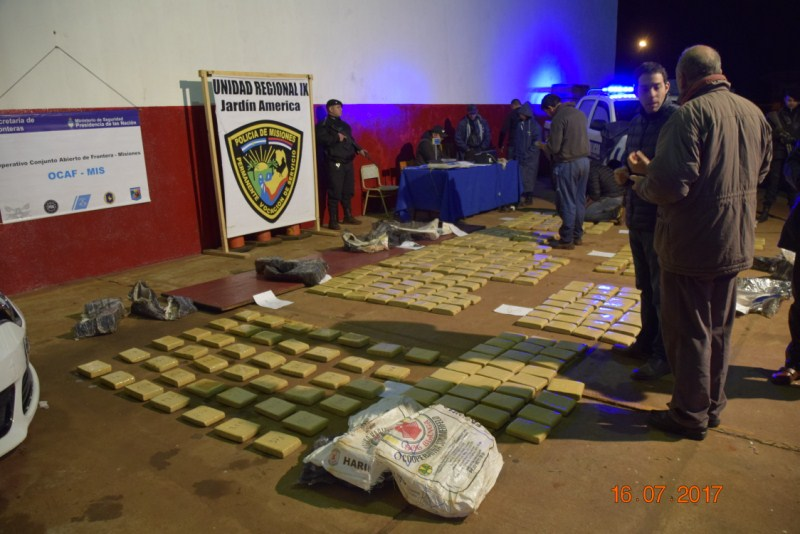
Incautación de 300 kg de marihuana prensada por parte de la Policía de Misiones (Argentina), en la Colonia Oasis, 2017

Paraguay es el estado con mayor producción de cannabis ilegal de Sudamérica. El cultivo de cannabis se da principalmente en los departamentos de Alto Paraná, Amambay, Caaguazú, Caazapá, Canindeyú, Concepción, Itapúa y San Pedro. Para hacer los ladrillos prensados, se cosecha la marihuana, se deja secar y se mezcla con algún producto aglutinante: pegamentos industriales como el Neoprén, alquitrán, amoníaco, betún, hidrocarburos derivados del petróleo, comida para perros o incluso excrementos humanos o animales. Luego se comprime en una prensa hidráulica.
Las personas dedicadas a la producción de marihuana prensada tienen poco o ningún conocimiento sobre la cannabicultura[cita requerida], por lo que, durante el proceso, se desperdician grandes cantidades de tricomas (parte más psicoactiva), mientras que se incluyen hojas, tallos y semillas, las cuales se deberían evitar. Pocos cuidados se tienen cuando se dejan las ramas al sol para desecarlas; al estar amontonadas unas sobre otras, la humedad queda retenida y ciertas partes comienzan a pudrirse, partes que quedarán negligentemente incorporadas al producto final.

## Uso
Aunque el cannabis se puede encontrar en comidas, bebidas, cosmética, etc., generalmente la marihuana prensada se fuma en forma de cigarrillo (porro).

## Riesgos para la salud
La marihuana prensada es el derivado más dañino de la marihuana, siendo más tóxica que la marihuana natural. Es difícil determinar los efectos en el cuerpo humano porque sus ingredientes varían mucho según quien la fabrique. Además, en los pasos aduaneros de las fronteras internacionales se vuelve a mezclar nuevamente con otros productos para enmascarar el olor a cannabis.
La combustión de petróleo y alquitrán mineral aumentan el riesgo de cáncer en las vías respiratorias. El neopreno, un pegamento considerado como droga, contribuye a una mayor adicción al producto, especialmente si contiene tolueno. Además de graves daños neurodegenerativos, también puede lesionar órganos vitales como el hígado, el corazón o el cerebro, afectando a la función cognitiva.